# نانسي ديكرسون
نانسي ديكرسون (بالإنجليزية: Nancy Dickerson)‏ هي صحفية ومُدرسة أمريكية، ولدت في 19 يناير 1927 في واواتوزا في الولايات المتحدة، وتوفيت في 18 أكتوبر 1997 في نيويورك في الولايات المتحدة بسبب سكتة.